# Киберпънк
Киберпънк (на английски: cyberpunk; от кибернетика и пънк) е литературен жанр в научната фантастика (постмодернизъм), който се фокусира върху хай-тек компютърните или информационни технологии, обикновено в съчетание със социален упадък . В днешно време киберпънк мотивите се застъпват също така в киното, музиката и видеоигрите. Фабулата често е за конфликти между хакери, изкуствен интелект и мегакорпорации в недалечното бъдеще на една антиутопична Земя и постиндустриално общество. Атмосферата на жанра прилича на филмовия ноар. За първа книга от жанра се счита Невромантик на Уилям Гибсън. Терминът за първи път се среща в творбите на Айзък Азимов, но се популяризира след като Брус Бетке озаглавява така своя кратък разказ от 1983 – „Cyberpunk!“. По-късно литературното движение предизвиква вълна от себеоткриване на голяма маса от хора, които зачеват т.нар. киберпънк култура, която се състои от хакери, фрийкъри, рейвъри и сайфърпънкове.
Жанрът е допълнително развиван напоследък, под формата на множество нови поджанрове. Като по-известни поджанрове могат да се споменат стиймпънк, дизелпънк (ретрофутуристични), биопънк, нанопънк и посткиберпънк (футуристични).

## Стил и етос
Класическите киберпънк герои са маргинализирани, алиенирани самотници, които живеят на ръба на обществото в едно като цяло дистопийно бъдеще, където ежедневието е силно повлияно от бърза технологична промяна, вездесъща сфера от данни на компютъризираната информация, и инвазивна модификация на човешкото тяло.
Основни представители на киберпънк литературното поле включват Уилям Гибсън, Нийл Стивънсън, Брус Стърлинг, Пат Кадиган, Руди Ръкър и Джон Шърли.
Блейд Рънър се смята за квинтесенциален пример за стила и тематиката на киберпънка. 

## Основни произведения

### Книги
- Невромантик, Нулев брояч, Мона Лиза овърдрайв, Диференциалната машина, Виртуална светлина, Идору, Всички утрешни партии, Разпознаване на шаблони – от Уилям Гибсън.
- Лабиринтът на отраженията и Фалшивите огледала на Сергей Лукяненко
- Hacker Crackdown на Брус Стърлинг
- Софтуер и „Хакерът и мравките“ на Руди Ръкър
- Фронтера на Луис Шайнър
- Др. Адър на Пат Кадиган
- Снежен крах и Диамантената ера на Нийл Стивънсън

Български автор на произведения от този жанр е Иван Попов.
Пиксел на Весел Цанков

### АнимеиМангафилми
Киберпънкът е често срещан жанр в аниме (анимация) и мангата (комикси).
- Дух в броня, (Ghost in the Shell) – филм на Мамору Оши от 1995 г. Един отличен пример за аниме на киберпънк тематика. То вдъхновява братята Уашовски да създадат филма Матрицата.[10]
- Дух в броня 2: Невинност, (Ghost in the Shell 2: Innocence) – продължение от 2004 г. на оригиналния филм.
- Ябълково семе представя един свят преминал през Трета световна война. Действието е фокусирано върху градски киберпънк конфликт.
- Акира описва един Армагедон.
- Друго аниме в списъка е Texhnolyze. Действието се развива в подземен град наречен Лукс, който е контролиран от три съперничещи си банди.
- Ерго Прокси, 2006 г.

### Игрални филми
- Блейд Рънър, – заснет през 1982 г. по романа на Филип Дик „Сънуват ли андроидите електроовце?“.
- Видеодром, 1983 г., режисьор Дейвид Кронънбърг.
- Терминаторът, 1984 г., режисьор Джеймс Камерън.
- Макс Хедрум: 20 минути в бъдещето, 1985 – 1987 г. – първият киберпънк телевизионен сериал.
- Тецуо: Железният човек, 1988 г., режисьор Шиня Цукамото.
- Джони Мнемоник – заснет през 1995 г. от Робертом Лонго по едноименния разказ на Уилям Гибсън.
- Дванайсет маймуни, 1995 г., режисьор Тери Гилиъм.
- Градът на мрака, 1998 г., режисьор Алекс Пройас.
- Екзистенц, 1999 г., режисьор Дейвид Кроненбърг.
- Матрицата, 1999 г., режисьор Братя Уашовски.
- Авалон, 2001 г., режисьор Мамору Оши.
- Еквилибриум, 2002 г., режисьор Курт Уимър.
- Аз, роботът, 2004 г., режисьор Алекс Пройас.
- Аеон Флукс, 2005 г., режисьор Карин Кусама.
- Двойници, 2009 г., режисьор Джонатан Мостоу.
- Разпоредителите, 2010 г., режисьор Мигел Сапочник.
- TRON: Заветът, 2010 г., режисьор Джоузеф Косински.
- Дред, 2012 г., режисьор Пит Травис.
- Зов за завръщане, 2012 г., режисьор Лен Уайзман.
- Елизиум, 2013 г., режисьор Нийл Бломкамп.
- Превъзходство, 2014 г., режисьор Уоли Пфайстър.
- Ex Machina: Бог от машината, 2015 г., режисьор Алекс Гарланд.

### Музика
Киберпънкът в музиката е най-често застъпван като мотив в жанровете електро-индъстриъл и т.нар. кибер метъл, което е поджанр на индъстриъл метъла с киберпънк мотиви..
Изпълнители:
- A Dark Halo
- Angelspit
- Black Comedy
- Black Light Discipline
- Breach The Void
- Deathstars
- Fear Factory
- FGFC820
- Grendel
- Herrschaft
- Illidiance
- The Kovenant
- Left Spine Down
- Machinae Supremacy
- Neurotech
- Sybreed
- Seecrees
- Synthetic Breed

### Видеоигри
- Hoshi wo Miru Hito, 1987.
- Metal Gear, 1987.
- Neuromancer, 1988.
  - Gear Solid, 1998.
  - Metal Gear Solid 2: Sons of Liberty, 2001.
  - Metal Gear Solid 4: Guns of the Patriots, 2008.
- Syndicate, 1993.
  - Syndicate Wars, 1996.
  - Syndicate, 2012.
- Shadowrun, 1993.
  - Shadowrun, 1994.
  - Shadowrun, 2007.
  - Shadowrun Returns, 2013.
  - Shadowrun: Dragonfall, 2014.
  - Shadowrun Chronicles: Boston Lockdown, 2015.
  - Shadowrun: Hong Kong, 2015.
- System Shock, 1994.
  - System Shock 2, 1999.
- Deus Ex, 2000.
  - Deus Ex: Invisible War, 2003.
  - Deus Ex: Human Revolution, 2011.
  - Deus Ex: The Fall, 2013.
  - Deus Ex: Mankind Divided, 2016.
- Mirror's Edge, 2008.
- Gemini Rue, 2011.
- E.Y.E.: Divine Cybermancy, 2011.
- Hard Reset, 2011.
- Cypher, 2012.
- Remember Me, 2013.
- Far Cry 3: Blood Dragon, 2013.
- Watch Dogs, 2014.
- Dex, 2015.
- Satellite Reign, 2015.
- Cyberpunk 2077, 2020.